# Lissonota fissa
Lissonota fissa är en stekelart som beskrevs av Carl Gustav Alexander Brischke 1865. Lissonota fissa ingår i släktet Lissonota och familjen brokparasitsteklar. Inga underarter finns listade i Catalogue of Life.